# Kiviak

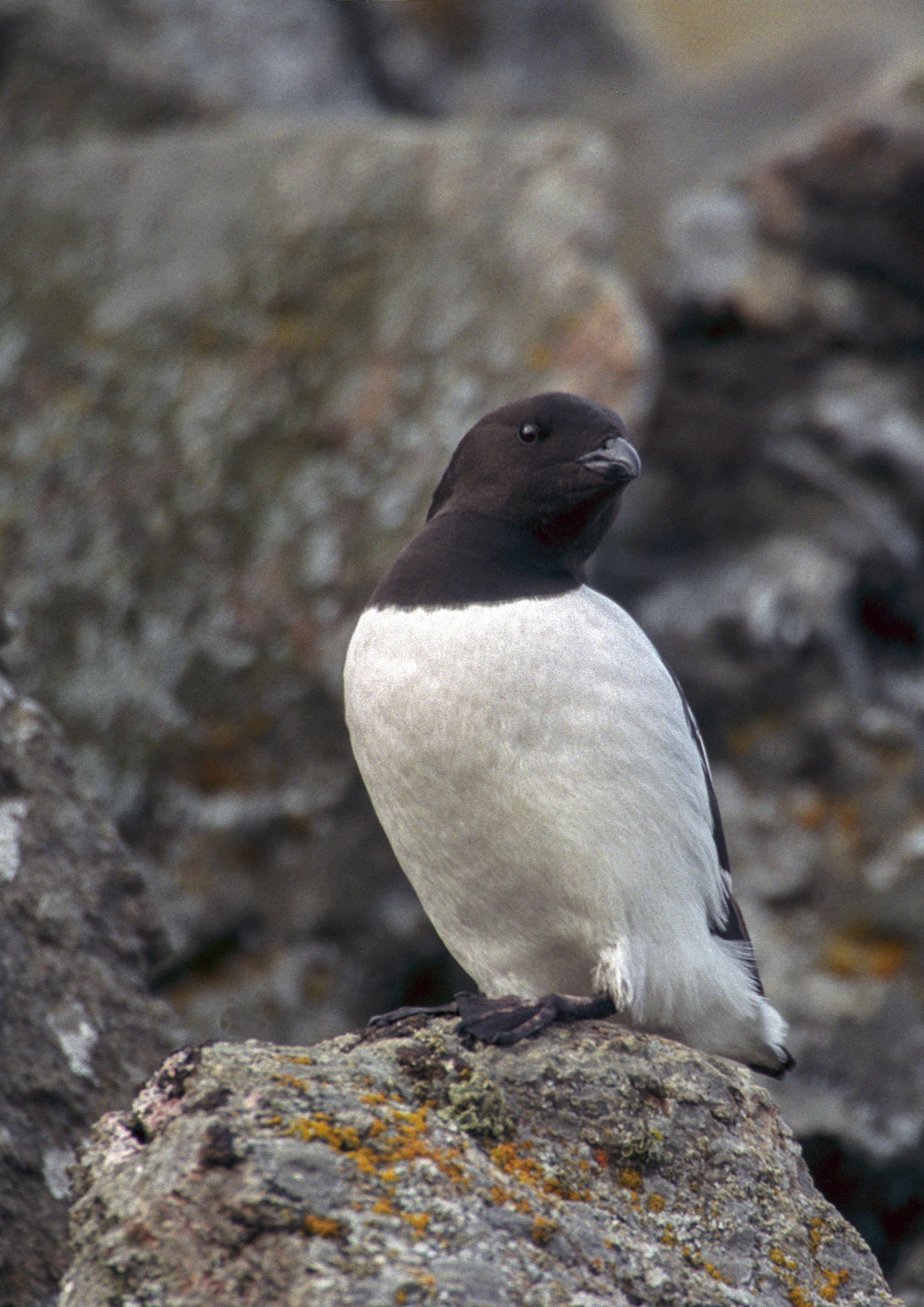
Chim An-ca (Alle alle) là nguyên liệu cho món ăn khó ngửi này

Kiviak là một món ăn mùa đông truyền thống của ẩm thực Inuit từ đảo Greenland với cách chế biến khác thường. Món ăn truyền thống này được chế biến bằng cách nhồi 500 con chim anca (để nguyên cả mỏ, chân, lông) vào bụng một con hải cẩu đã loại bỏ nội tạng, hút không khí ra, sau đó khâu lại và làm kín bằng mỡ, rồi dùng 1 tảng đá lớn đè lên để giữ cho kín khí.. Sau 7 tháng, chim anca lên men. Chất béo của hải cẩu sau khi lên men sẽ ngấm vào chim, khiến chúng mềm ra, vì vậy, chim anca từ bụng hải cẩu được ăn sống trực tiếp mà không phải nấu lại. Kiviak là món ăn chỉ dành cho các dịp đặc biệt của người Greenland như đám cưới hay các ngày lễ tết, nó còn là món ăn chủ yếu trong lễ cưới của người Greenland.
Kiviak là món ăn này có nguồn gốc từ Greenland. Công thức chế biến món này khá rùng rợn: Một con hải cẩu được lóc hết thịt và xương, chỉ để lại lớp da bên ngoài. Sau đó, họ khâu lớp da dưới dạng một chiếc túi và nhồi khoảng 300-500 con chim Auk (một loài chim biển nhỏ) vào bên trong. Sau đó, túi này được đem chôn dưới lòng đất từ 3-18 tháng. Chất béo của con hải cẩu sau khi lên men sẽ ngấm vào chim, khiến chúng mềm ra, vì vậy, mọi người có thể thưởng thức những con chim sống, gồm cả xương. Khi đào lên thì tất cả hỗn hợp đã hóa lỏng toàn bộ, khi ăn người ta đập phần đầu ra như đập trứng.
Nhiều người thường cắn đứt đầu chim Auk, sau đó, hút nước bên trong của nó trước. Món ăn đặc biệt thường thấy trong các bữa tiệc cưới, sinh nhật, Giáng sinh và các dịp đặc biệt khác của Greenland. Món Kiviak thường được ăn ngoài trời để tránh mùi hôi của món ăn có thể "ám" trong nhà suốt nhiều tuần. Kiviak là món đặc biệt cay và có mùi vị giống như phô mai thối. Phương pháp bảo quản của Kiviak giúp người dân Greenland có thể tích trữ lương thực đủ cung cấp cho mùa Đông khắc nghiệt nơi đây. Tháng 8 năm 2013, nhiều người đã chết ở Siorapaluk sau khi ăn kiviak làm từ chim Somateria, mà chưa được lên men hoàn toàn, do đó gây ngộ độc thịt.